# ダツ目
ダツ目（英: Beloniformes）は、硬骨魚類の分類群の一つ。2亜目5科36属で構成され、メダカ・ダツなど227種を含む。ダツ亜目にはサンマ・トビウオ・サヨリなど、水産資源として重要な魚類が多く所属する。

## 概要

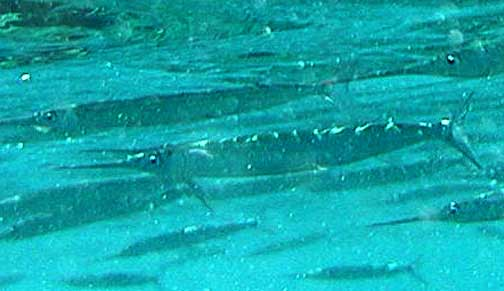
水面直下で群れをなして泳ぐサヨリ科の1種（ Hemiramphus sp.）。ダツ亜目の仲間は表層での遊泳生活に適応している

ダツ目はメダカ亜目とダツ亜目の2亜目で構成される。メダカ亜目はかつてカダヤシ目に含まれていた小型の淡水魚のグループであり、一方のダツ亜目にはトビウオやサンマなど外洋での遊泳生活に適応した海産種が多く含まれ、両グループの生活様式はまったく異なっている。本目に所属する227種の魚類のうち、98種は淡水あるいは汽水域に生息し、残る129種は海水魚である。海産種は世界中の暖かい海に広く分布し、特に熱帯・亜熱帯の表層では数の面で支配的である。メダカは発生学・遺伝学分野の実験動物として古くから利用され、またサンマ・トビウオなどは重要な水産資源として、日本を含む世界各地で漁獲される。
ダツ目魚類の体は一般に細長く、断面は円筒形か逆三角形であることが多い。すべての種で間舌骨（舌域を構成する骨の一つ）を欠いており、これにより上顎は固定され、ほとんどの種では動かしたり吻（口先）を突き出したりすることはできない。ダツ亜目の仲間は、成長のいずれかの段階で下顎が上顎より前に出たいわゆる「受け口」となる時期がある。上顎も同様に長く伸びるダツ科、下顎だけ長いままのサヨリ科など、成魚での形態はさまざまである。
鰭は棘条をもたず軟条のみで構成され、腹鰭は腹部に、背鰭と臀鰭は体の後方に位置する。サンマ科の仲間は背鰭・臀鰭と尾鰭の間に小離鰭（しょうりき）と呼ばれる独立の鰭条を複数もつ。尾鰭下葉の主鰭条は上葉よりも多く、トビウオ科とサヨリ科では下葉が特に長く発達する。第2・第3上鰓骨は小さい。
産卵は藻場や流れ藻に対して行われ、卵に粘着性の卵糸をもつ種類が多い。卵は一般的に大きく、小型のメダカでも直径1.5mm程度あり、ダツの仲間では3mmに達する。

## 分類
ダツ目はメダカ亜目・ダツ亜目の2亜目からなり、5科36属227種で構成される。トウゴロウイワシ目・カダヤシ目との関係が近い。

### メダカ亜目
メダカ亜目 Adrianichthyoidei は1科4属28種で構成される。1980年代まではカダヤシ・グッピーなどと同じカダヤシ目に所属していたグループである。鰓弓の骨格や舌骨装置の構造にダツ目との共通点が指摘され、現在ではダツ目に含められるようになった。この分類体系には異論もあり、メダカ亜目とダツ亜目に共通する分類形質として有効なものは、間舌骨を欠くことただ一点であり、メダカ亜目は旧分類のようにカダヤシ目に含めるべきとする見解もある。ダツ目への所属を否定するこの指摘が仮に正しかった場合でも、独立の「メダカ目」としてダツ目・カダヤシ目の中間に置かれる可能性もある。

#### メダカ科

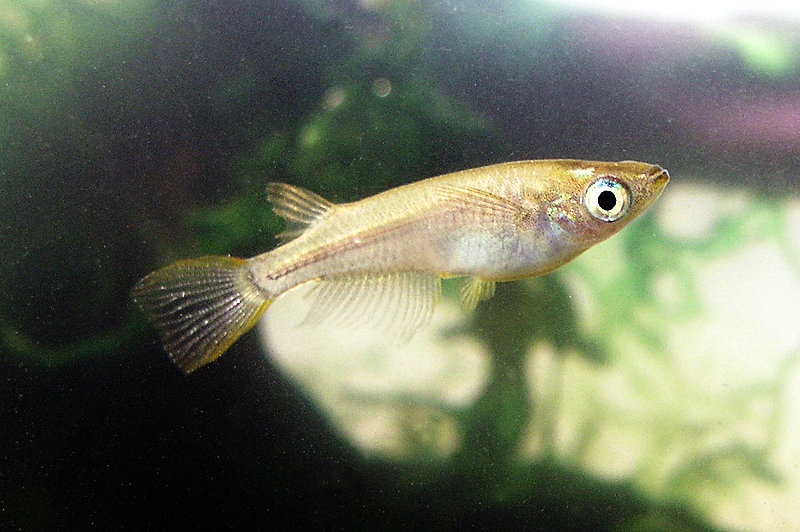
ミナミメダカ Oryzias latipes （メダカ科）。日本に自然分布するメダカ科魚類であるが、環境悪化に伴い個体数は急速に減少している

メダカ科 Adrianichthyidae は3亜科4属28種からなり、インドから日本、オーストラリアと周辺の島嶼地帯に分布する。すべての種類が淡水あるいは汽水域に生息する。日本に生息するのはミナミメダカ（Oryzias latipes）とキタノメダカ（Oryzias sakaizumii）。体部に側線をもたない。
- メダカ亜科 Oryziinae  1属22種。最大長は9cmほどで、卵生。顎はさほど大きくならない。鰭の大きさや形態に性的二形がみられ、背鰭・臀鰭は雄の方が大きい。
  - メダカ属 Oryzias
- Adrianichthyinae 亜科  2属5種で、インドネシアのスラウェシ島に分布する。突き出した大きな顎と、シャベル状の口が特徴。卵生で、腹鰭を使って抱卵する。最大で20cmにまで成長する。
  - Adrianichthys 属
  - Xenopoecilus 属
- Horaichthyinae 亜科  1属1種で、H. setnai のみが所属する。インド西部の淡水・汽水域から、沿岸部にかけて生息する。体内受精をするグループで、雌は受精卵を産む。体長は3cm程度で、細く透明の体をもつ。背鰭は小さく、尾鰭のすぐ近くにある。臀鰭の基底は長い。雌では右の腹鰭を欠くという特徴がある。主上顎骨を欠く。
  - Horaichthys 属

### ダツ亜目
ダツ亜目 Belonoidei は2上科4科32属199種で構成される。側線は体の下方にあり、胸鰭よりも下、腹部の近くを走行する。成長のいずれかの段階で、下顎が上顎よりも長く伸びる時期がある。ほとんどの種類では、胸鰭が体の高い位置にある。

#### トビウオ上科
トビウオ上科 Exocoetoidea は2科20属161種を含む。口と歯は小さい。鱗は大きく、側線鱗は通常38-60枚。

##### トビウオ科

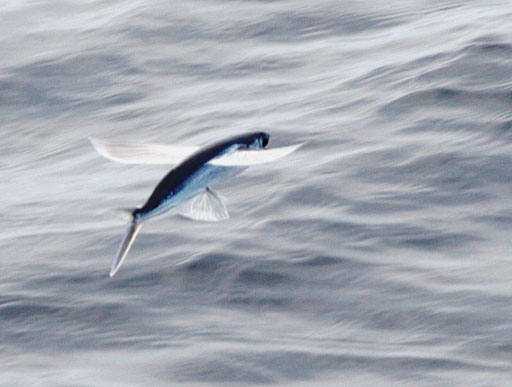
トビウオ科の1種（Cheilopogon melanurus）。本科魚類は大きな胸鰭や腹鰭を利用し、海面上を高速で滑空する

トビウオ科 Exocoetidae は5亜科8属52種で構成され、大西洋・インド洋・太平洋の熱帯から温帯にかけての表層に広く分布する。
上下の顎は比較的短く、同じ長さであるが、稚魚期には下顎が突出している。サヨリトビウオ亜科の2種を除くすべての種類では胸鰭が大きく発達している。尾鰭は大きく二又に分かれ、下葉は上葉よりも長く発達する。稚魚期に長い口ヒゲをもつ種類が多い。
トビウオの仲間は海面上を滑空する習性をもつことがよく知られ、飛翔に適した体型上の特徴が多数認められる。下側だけ長くなった尾鰭は水面上に飛び出る直前まで海水を捉え、より力強いジャンプを可能にする。飛び出した後は大きな胸鰭を翼状に広げ、グライダーのように高速で滑空する。一部の種類では腹鰭も同様に大きくなっており、胸鰭と合わせ4枚の「翼」を使って飛ぶことが可能となっている。浮き袋も大きく発達し、体を軽くする効果があるとみられている。
- サヨリトビウオ亜科 Oxyporhamphinae  1属2種。本亜科はトビウオ科とサヨリ科の中間的な特徴をもっており、かつてはサヨリ科に含められていた。
  - サヨリトビウオ属 Oxyporhamphus
- Fodiatorinae 亜科  1属2種。残る3亜科と姉妹群を構成するグループとみなされている。
  - Fodiator 属
- ツマリトビウオ亜科 Parexocoetinae  1属3種。本目の魚類としては例外的に、顎を突き出すことができる。
  - ツマリトビウオ属 Parexocoetus
- イダテントビウオ亜科 Exocoetinae  1属3種。
  - イダテントビウオ属 Exocoetus
- Cypselurinae 亜科  4属48種。
  - ダルマトビウオ属 Prognichthys
  - ツクシトビウオ属 Cheilopogon
  - ニノジトビウオ属 Hirundichthys
  - ハマトビウオ属 Cypselurus

##### サヨリ科

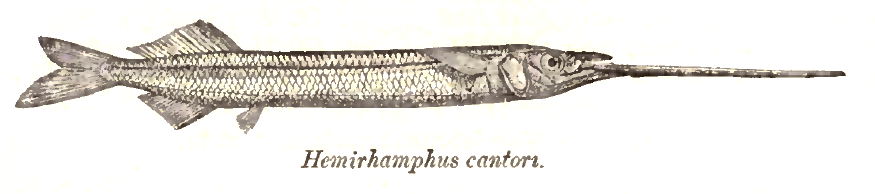
サヨリ科の1種（Rhynchorhamphus georgii）。長く突き出た下顎が本科魚類の特徴

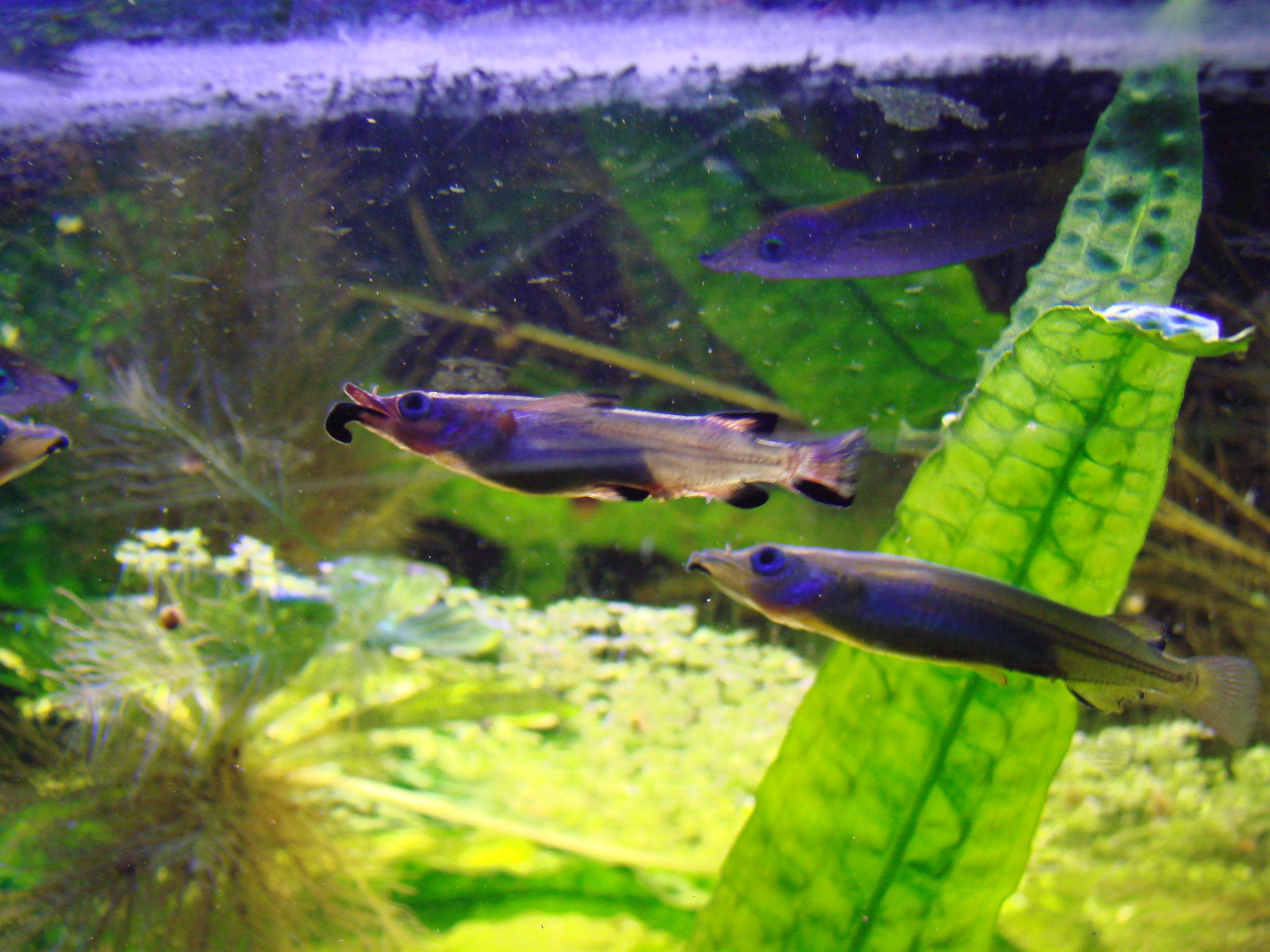
セレベス・ハーフビーク Nomorhamphus liemi （サヨリ科）。ハーフビーク（halfbeak）は英語で「半分のくちばし」を意味し、サヨリ類の総称として用いられる

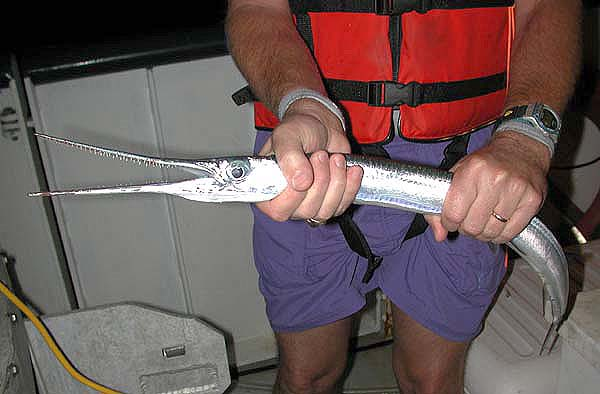
オキザヨリ Tylosurus crocodilus （ダツ科）。ダツ科魚類は両顎がともに長く伸びる。本種は体長1.3mに達する大型種

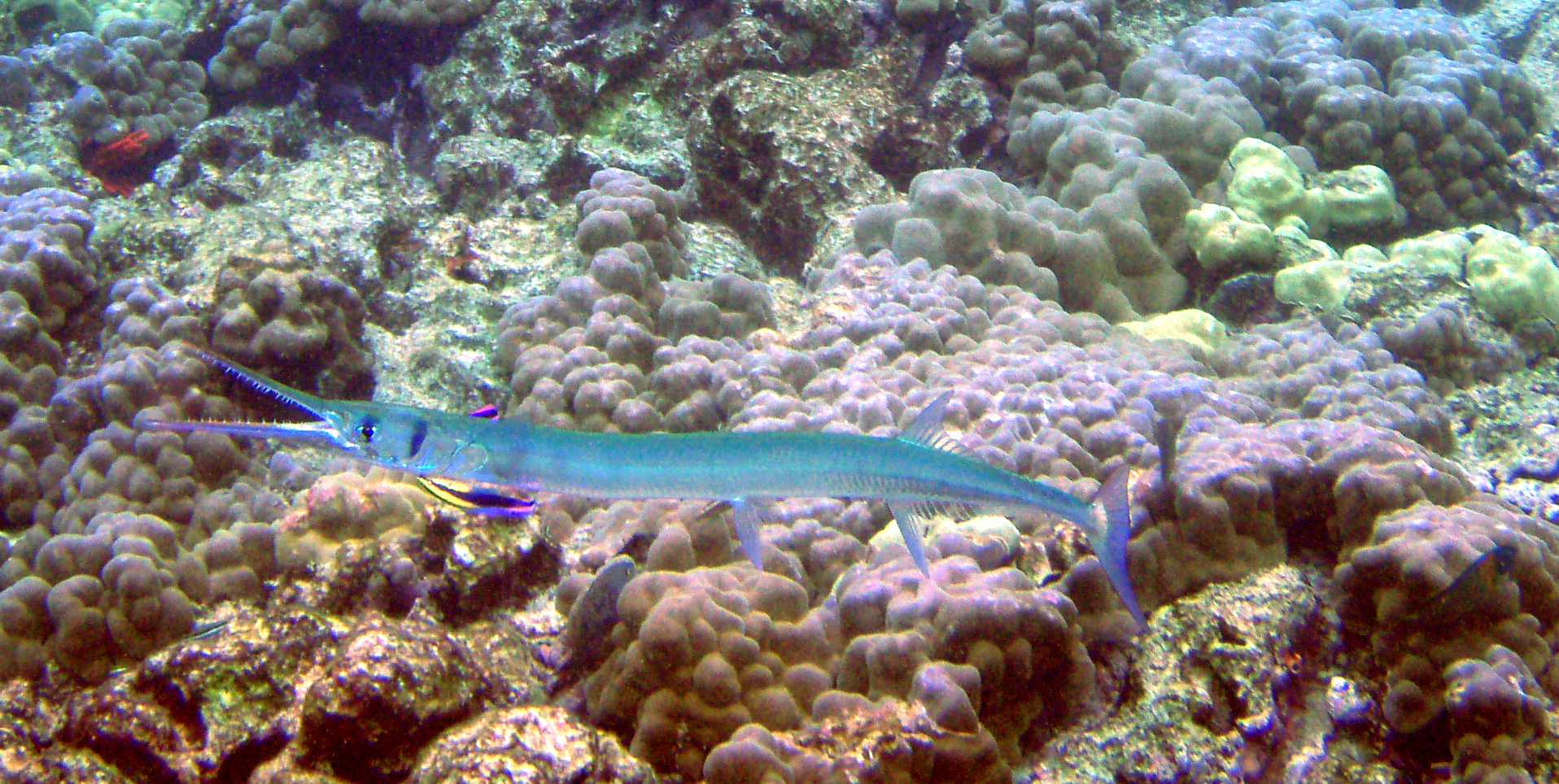
ダツ科の1種（Belonidae sp.）。掃除魚によるクリーニングを受けている

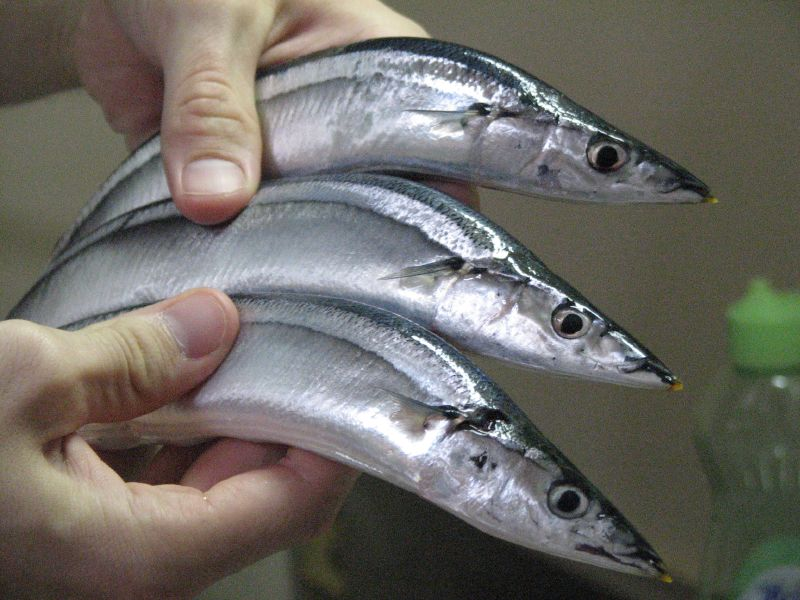
サンマ Cololabis saira （サンマ科）。日本では秋の味覚として馴染みが深い水産重要種

サヨリ科 Hemiramphidae （英名：Halfbeak）は2亜科12属109種からなり、本目魚類の半数近くが所属する。三大洋の表層を遊泳する海産種と、インドからオーストラリアにかけて分布する淡水魚・汽水魚がともに含まれる。サヨリ科の仲間は草食性で、魚類全体で15科のみが知られる胃をもたないグループの一つである。近年の分子生物学的解析によれば、本科は側系統群であり、サヨリ亜科はトビウオ科に、コモチサヨリ亜科はダツ科・サンマ科により近縁であることが示唆されている。
下顎は上顎よりもかなり長い。胸鰭と腹鰭は短い。尾鰭の形状はさまざまで、下葉が長く伸びる種類もある。
- サヨリ亜科 Hemiramphinae  7属55種。サヨリ属の4種を除きすべて海産で、多くは沿岸域に分布する。
  - サヨリ属 Hyporhamphus
  - トウザヨリ属 Euleptorhamphus
  - ホシザヨリ属 Hemiramphus
  - 他4属
- コモチサヨリ亜科 Zenarchopterinae  5属54種からなり、すべて淡水あるいは河口域に生息する卵胎生の魚類。臀鰭が変形したアンドロポディウム（andropodium）と呼ばれる構造をもち、体内受精のために使用される。ダツ科・サンマ科の姉妹群として、独立のコモチサヨリ科 Zenarchopteridae とみなす見解もある。
  - コモチサヨリ属 Zenarchopterus
  - 他4属

#### ダツ上科
ダツ上科 Scomberesocoidea は2科12属38種で構成される。鱗は小さく、側線鱗は70から350枚以上。口は大きく、成魚では両顎あるいは上顎が長く伸びる。ダツ科の一部（Belone 属）とサンマ科を姉妹群とみなし、両科を統合してはじめて単系統になるとする見解もある。

##### ダツ科
ダツ科 Belonidae は10属34種からなり、うち22種は世界の熱帯～温帯海域の表層に、12種は南アメリカ・パキスタン～東南アジアにかけての淡水域に生息する。ダツ（Strongylura anastomella）など一部の種類は、水面から勢いよく跳ね上がる性質がある。テンジクダツ属の仲間は1mを超え、2mに達する場合もある。
体は細長く、一部の淡水産種を除き両顎とも細長くとがる。口は大きく開き、針のように鋭い歯が並ぶ。小離鰭はない。孵化した時点では上顎・下顎ともに短く同じ長さであるが、成長につれて下顎が著しく伸びる。ある時期を過ぎると上顎も伸びるようになり、下顎とほぼ同じ長さになる。
- ダツ属 Strongylura
- テンジクダツ属 Tylosurus
- ハマダツ属 Ablennes
- ヒメダツ属 Platybelone
- Belone 属
- 他5属

##### サンマ科
サンマ科 Scomberesocidae は2属4種からなり、世界中の熱帯～温帯海域の表層に分布する。ダツ科との関係が深く、本科単独での単系統性には疑念が示されている（ダツ科の項を参照）。サンマ属・Scomberesox 属は各2種を含み、それぞれ1種は比較的大型で北太平洋・北大西洋など広い分布域をもつ一方、残る1種はごく小型で熱帯域に限局する。
口の開き方は比較的小さく、ダツ科魚類と同様に細長い顎をもつもの、下顎がやや突出した短い種などさまざま。歯は小さい。背鰭と臀鰭の後方に4-7本の小離鰭をもつ。各属の小型種は浮き袋をもたず、卵巣は片側にしかない。
- サンマ属 Cololabis
- Scomberesox 属